# Карлтон (клуб австралійського футболу)
Футбольний клуб «Карлтон» (англ. Carlton Football Club) на прізвисько «Блакитні» — клуб австралійського футболу, створений у 1864 році, базується в Північному Карлтоні (передмістя Мельбурна, штат Вікторія), нині учасник АФЛ. Є одним з восьми клубів, які створили в 1896 році Вікторіанську Футбольну Лігу, котра в 90-х роках ХХ століття трансформувалася в АФЛ.
Карлтон свої домашні ігри проводить на Доклендс Стедіум або на Мельбурн Крикет Граунд. Клуб разом з «Колінвудом», «Ричмондом» та «Ессендоном» складають «Велику четвірку» клубів австралійського футболу, та має найбільшу, як і у «Ессендона», кількість чемпіонських титулів —  шістнадцять.  Проте востаннє ставали найсильнішими лише в сезоні АФЛ 1995 року, крім того в XXI столітті п'ять разів ставали володарями «Дерев'яних ложок», як найгірша команда за результатами сезону (2002, 2005, 2006, 2015, 2018).
Найкращий бомбардир клубу — Стефен Кьорнехен (738 голів у 251 матчі проведеному з 1986 по 1997 р. р.). Нинішніми лідерами команди є Джек Сілвані, Ґеррі МакКей, Едді Беттс.
Одним з двох затятих суперників «Карлтона» є футбольний клуб «Колінвуд». Історія протистоянь розпочалася з Гранд фіналу 1910 року, з того часу і до 1988 року, коли команди останній раз зустрічалися в Гранд Фіналі, «Карлтон» виграв 5 чемпіонських титулів у «Колівуда» та один раз поступився.
Іншим принциповим суперником є футбольний клуб «Ессендон».